# Timbales

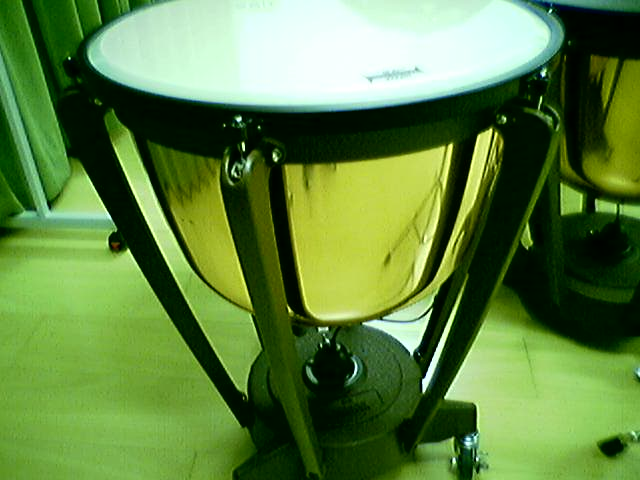
Timbala

La timbala és un instrument musical membranòfon de la família de percussió. S'usa habitualment en plural, timbales, ja que solen tocar-se en grups de com a mínim dues o més timbales, en la que cada timbala executa una nota determinada de l'escala musical.
La paraula timbal prové del grec tympanum que significa membrana que vibra, però el veritable origen d'aquests instruments no és grec sinó àrab i provenen d'una denominació general que es donen als instruments en forma de tambor (petits o grans) i coneguts amb el nom de naqqara.

## Història
Usats arreu de tot el món, a cada lloc de la terra reben noms diferents i tasques dispars depenent de la cultura dels pobles que els usen. Així n'existeixen de molt petits i de molt grans, usats individualment o en parelles, amb afinació determinada o indeterminada, amb un contrast entre greus i aguts sense una afinació concreta.
A Europa no apareixen les timbales fins al temps de les croades, però a Àsia i a Àfrica aquests instruments han estat utilitzats habitualment per a rituals i festivitats relacionades amb la religió o amb qualsevol altra activitat humana que calia acompanyar de música.
Les podem trobar a l'Índia, on s'usen en rituals i actuacions dramàtiques, a l'est del Mediterrani, on es toquen per parelles i amb una caixa de ressonància més o menys esfèrica, a Etiòpia també amb caràcter religiós.
A Europa, durant les croades, eren considerades un trofeu de guerra si eren capturades durant una batalla, i eren tan protegides com els estendards o les banderes. Van estar en desús fins al 1470 quan el rei Enric VIII d'Anglaterra va comprar i contractar a timbalers per a tocar-les a lloms de cavalls. En el temps de Joan II de Castella un regiment a cavall estaven proveïts d'aquests instruments per a ser tocats en parades i batalles. Les timbales en la majoria de les ocasions acompanyaven als trompetistes de cort i, fins i tot, pertanyien al mateix gremi tan prestigiós en l'època, dels músics de palau. A Alemanya, el 1623, es va establir el Kettledrumming, i no es permetia a ningú la possessió de timbales a menys que no les hagués capturat en batalla.
Ja durant el Barroc les timbales (tambors de cavalleria) es van incloure a les orquestres per a ús exclusiu en l'acompanyament de les trompetes, sent instruments transpositors, ja que sempre s'escrivien en re (agut) i la (greu), i encara que eren difícilment afinables, per a evitar tenir dos jocs de timbales per orquestra, durant el segle xviii se li van acoblar unes claus en forma de cargol per a poder afinar-les en sol (greu) i do (agut). Tot i així, el canvi d'afinació era tan dificultós, tenien tants problemes amb la humitat i la pressió de la membrana, que a pesar de tenir un rang d'interpretació possible d'una quinta, cap compositor s'atrevia a escriure aquests canvis; tan sols alguns timbalers i directors, pel seu compte, podien incloure aquests canvis en la interpretació de les obres.